# Седемдесет и първи пехотен полк
Седемдесет и първи пехотен полк е български пехотен полк, формиран през 1913 година и взел участие в Междусъюзническата (1913), Първата (1915 – 1918) и Втората световна война (1941 – 1945).

## Формиране
Историята на полка започва на 18 април 1913 година, когато в Одрин се формира Първи пехотен полк от Одринската бригада. На 18 май 1913 г. получава наименованието Седемдесет и първи пехотен полк. На 6 юни 1913 г. с влака се придвижва от Одрин и на 10 юни се установява на бивак край София. На 13 юни тръгва в поход към сръбската граница, за да участва в Междусъюзническата война (1913).

## Междусъюзническа война (1913)
Полкът взема участие в Междусъюзническата война (1913) под командването на полковник Тодор Габаров, през август 1913 се завръща в България и на 20 август в Татар Пазарджик е демобилизиран и разформиран.

## Първа световна война (1915 – 1918)
По време на Първата световна война (1915 – 1918) на 13 септември 1915 година в Нова Загора се формира Шести маршеви полк в състав от три дружини. Започва бойни действия в състава на резерва на 12–а пехотна дивизия, разположен в Плевен и Бяла Слатина. В Плевен една дружина от полка е част от т.нар. Резерв в Плевен, заедно с една 8,7–см не с. с. шесторъдейна батарея, като към 1 септември 1915 г. резерва се командва от майор Цеков. В Бяла Слатина две дружини от полка, 3 от състава на 11–и маршеви полк, ½ от състава на 34–а опълченска дружина втори призив, 8,7–см не с. с. шесторъдейни батареи – 2, ескадрони – 2 от 5 к. п., картечници – 16 са част от т.нар. Резерв в Бяла Слатина, като към 1 септември 1915 г. резерва се командва от полковник Тричков. На 1 януари 1918 година се реорганизира в 3 дружини и е преименуван на Седемдесет и първи пехотен полк. Взема участие във войната, а след примирието, през октомври 1918 е демобилизиран и разформиран.

## Втора световна война (1941 – 1945)
По време на Втората световна война (1941 – 1945) на 25 септември 1942 година от части на 1-ва пехотна софийска дивизия (1-ви пехотен софийски полк, 6-и пехотен търновски полк и 25-и пехотен драгомански полк) в София се формира Седемдесет и първи пехотен полк. Установява се на Прикриващият фронт, на югоизточната ни граница около Свиленград. През май 1943 се демобилизира и разформира в Разград.

## Командири
Званията са към датата на заемане на длъжността.
| № | звание    | име            | дати                                       |
| - | --------- | -------------- | ------------------------------------------ |
|   | Полковник | Тодор Габарев  | Междусъюзническа война до 13 октомври 1913 |
|   | Полковник | Христо Стоянов | Първа световна война                       |

## Наименования
През годините полкът носи различни имена според претърпените реорганизации:
- Първи пехотен полк от Одринската бригада (18 април 1913 – 20 май 1913)
- Седемдесет и първи пехотен полк (20 май 1913 – 20 август 1913)
- Шести маршеви полк (13 септември 1915 – 1 януари 1918)
- Седемдесет и първи пехотен полк (1 януари 1918 – октомври 1918, 25 септември 1942 – май 1943)